# Xavier Richardeau
Xavier Richardeau (* 23. Juli 1965 in Saint-Jean-d’Angély) ist ein französischer Jazzmusiker (Bariton-, Tenor- und Sopransaxophon, Komposition) und Bandleader des Mainstream Jazz.

## Leben und Wirken
Richardeau begann mit acht Jahren Klarinette auf dem Konservatorium von Rochefort (Charente-Maritime) zu lernen. 1982 erkannte der Bandleader José Cando sein Talent; in seinem Tanzorchester spielte Richardeau jedoch Bassgitarre. Während er Landwirtschaft studierte, nahm er ab 1983 Saxophonunterricht bei Didier Levallet. Ab 1988 studierte er am privaten Centre d’Informations Musicales in Paris bei Jean Claude Fohrenbach und Roger Guérin und nahm an zahlreichen Jam-Sessions in der französischen Hauptstadt teil. Bald entschied er, sich auf das Baritonsaxophon zu konzentrieren.
1990 bildete er sein erstes Quartett mit Michel Graillier, Michel Zenino und Jean-Pierre Arnaud. Zwischen 1992 und 1995 führte er mit dem Cool Jazz Quartet das Repertoire der Combos von Gerry Mulligan auf. Daneben arbeitete er in den Bands von Dee Dee Bridgewater, Lionel und Stéphane Belmondo, René Urtreger, Jo Benotti, Jean-Michel Pilcs Big One oder der Onzy Matthews Big Band. Ab 1997 studierte er in New York bei Barry Harris. Zurück in Paris, leitete er zwischen 2000 und 2007 die Band Jazz Affair. Seit 2003 arbeitete er auch mit der Sängerin Tricia Evy zusammen. Ferner begleitete er Thomas Dutronc, David Sanborn, Anita O’Day, Christian Escoudé, Peter Cincotti, Dusko Goykovich, Charlie Watts oder Tony Chasseur. Er ist auch auf Alben von Jenny Alpha, Pierre Bresson & Bruno Micheli, Manu Le Prince, David Fackeure oder Tina Provenzano zu hören.

## Diskographische Hinweise
- Aube Brune (Elabeth 1996)
- Live in Paris (1999, mit Michael Wilner, Nicolas Rageau, Yves Brouqui, Joe Strasser)
- Hit and Run (2001)
- Everlastin’ Waltz (Nocturne 2004, mit Alain Jean-Marie, Jean Philippe Bordier, Gildas Boclé, Arnaud Lechantre)
- Back to the Present (Safety 2011, mit Jean Philippe Bordier, Hiroshi Murayama, Daiki Yasukagawa, Philippe Soirat)
- Boo Boo’s Birthday (2017, mit Laurent Courthaliac, Thomas Bramerie, Romain Sarron sowie Véronique Hermann Sambin)